# 理想国
《理想国》（拉丁语：Res Publica）又译作《国家篇》、《共和国》、《王制》，是古希腊哲学家柏拉圖在大約西元前390年所寫成的作品，主要谈及了正义、秩序和正义的人及城邦所扮演的角色。它以苏格拉底为主角，采用对话体的形式，共分10卷，其篇幅之长仅次于《法律篇》。《理想国》是柏拉图最著名的著作，也是人类历史上最有影响力的哲学和政治理论著作之一。《理想国》译本极多，英译本中最有名者为本杰明·乔维特1871年之译本，1968年艾伦·布鲁姆的译本也被学界公认。而某些版本（如郭斌和、张竹明的2009年译本）在正文旁插入了史蒂芬奴斯頁碼，以作为不同译本或学者引述时的公器。

## 主要内容
書中主要是在探討政治哲學，對後來的學者有巨大的影響，成为政治学领域的基本经典。本篇對話錄關心到底什麼是“世事的道理”，並且探討的領域包括了經濟學、政治社會學、政治哲學、倫理學、正義及知識。上述領域都是從研究正義之性质的角度作思考——这就是对话的中心问题：什么是正义？在对话中，柏拉图借苏格拉底之口讨论了正义的涵义以及正义的人是否比非正义的人生活的更快乐。
從这个基点出发，柏拉图（通过苏格拉底）考虑了现有政治制度的本质、并构造一个理想城市的模型。這個城市的司法理论是完美的。柏拉图的理想政体模式是依靠德性，建立在知识和真理之上的贵族政体。如果理想的贵族政体发生蜕变，荣誉取代了知识和德性，则形成勋阀政体；勋阀政体的荣誉被财富取代，则形成寡头政体；寡头政体蜕变形成民主政体，再蜕变则形成僭主政体。
在《政治家篇》和《法律篇》中，柏拉图对理想政体和现实政体根据统治者数量进行了区分，分为君主政体、僭主政体、贵族政体、寡头政体、民主政体和共和政体。此理论被亚里士多德进一步完善，一直为政治家们所采用。
此外，柏拉图在《法律篇》还提出了“混合政体”。他认为这是最好最稳定的政体，综合了君主政体跟貴族政體的智慧和德性(德行)以及穩定、和平及秩序還有平民政體、民主政体跟共和政體的平等(又叫做公正，也就是公平)和自由。这个理论被认为是近代分权式政府的理论先驱。

### 第一卷
波萊玛尔科和格劳康拜访比雷埃夫斯时遇到了苏格拉底，波萊玛尔科让苏格拉底和他一起去参加一个庆典。在庆典上，苏格拉底分别问波萊玛尔科、凯帕洛和塞拉西马柯他们心中对于正义的定义。凯帕洛将正义定义为“归还自己欠下的东西”；波萊玛尔科认为正义是“帮助朋友和打击敌人的艺术”；塞拉西马柯宣称“正义就是强者的利益”。苏格拉底否定了他们的观点，并说，成为正义的人是有利的，而行不义之事是对人有害的。

### 第二卷
苏格拉底认为他已经回答了拉希马库斯的问题，并完成了对正义的讨论。
蘇格拉底和格勞孔繼續他們對正義的討論，蘇格拉底提出了洞穴的寓言來說明他的觀點，即真正的知識不存在於物質世界，而是存在於思想領域。

### 第三卷
苏格拉底和随同阿黛依曼特、格劳孔总结了他们讨论的教育，苏格拉底将教育方式分成两类。第一种方式，他们建议用这四种美德教育护卫者：智慧、勇气、正义和节制。第二种方式，他们建议体育教育，经过身体上的训练，他们不需要经常在意医疗，身体训练可以帮助他们免于疾病和虚弱。苏格拉底主张男女应受到同样的教育，妻儿共享，禁止拥有私人财产。

### 第四卷
蘇格拉底和他的同伴們繼續他們關於守護者的討論，並討論討論了正義的本質，並認為正義總比不正義好。他還討論了“高貴的謊言”的概念，這是國家統治者為了維持社會秩序而應該告訴公民的謊言。蘇格拉底認為理想的社會應該由同時擁有知識和美德的哲學家國王來統治。

### 第五卷
蘇格拉底和他的同伴們更詳細地討論了正義的本質和理想社會的結構。他們探索勞動分工的理念，並認為每個人都應該專注於他們最適合的領域。

### 第六卷
蘇格拉底和他的同伴們繼續討論理想社會，蘇格拉底開始描述理想的統治者。他認為理想的統治者必須是英明、勇敢和無私的，他必須始終以國家的最大利益為重。

### 第七卷
蘇格拉底提出了太陽的寓言和線條的寓言來說明他的觀點，即真正的知識存在於思想領域，而不是物理世界。

### 第八卷
蘇格拉底和他的同伴們更詳細地討論了正義的本質，探討了正義是靈魂不同部分之間的和諧這一觀點。

### 第九卷
蘇格拉底和他的同伴們討論了快樂和痛苦的本質，以及它們在追求美好生活中所扮演的角色。

### 第十卷
蘇格拉底總結了他對理想狀態的討論，並認為實現理想狀態的最佳方式是通過哲學教育。他認為只有真正的智者才能理解正義的本質和理想狀態，只有通過這樣的教育才能達到理想狀態。

## 涉及主题

### 正义

#### 正义是什么
在一开始，苏格拉底周围的几个人先后发表了对正义的看法，而苏格拉底则对这几个对正义的定义进行了验证，并一一给予辩驳。首先凯帕洛提出正义在于诚实地说真话，但苏格拉底认为，当一个人神志不清不能理性思考的时候，向他说真话并不是正义的行为。此时提出观点的凯帕洛由于需要参加祭献而退出了讨论，便将话题转交给了波策马科尔。
接着波策马科尔引用西蒙尼代的“正义在于凡所负于人的，还之于人”，提出了正义在于有益于朋友而有害于敌人的观点，但苏格拉底反驳这样的话正义只会在某些情况下发生，且人们可能会将好人当作敌人，坏人当作朋友。接着波策马科尔接着对之前的观点进行了修正，认为正义在于有益于行善的人而伤害行恶的人，但苏格拉底以马来做比喻，认为行恶之人可能会因为伤害而变得更坏，而且进行伤害不是一个正义的人所起的作用，因此也不能称之为正义。
在此时特拉需马科插了进来，义正言辞地指责苏格拉底只问不答的做法，并提出正义的本质其实是是属于最强者的利益，也就是属于现有政权的利益，人们的正义其实是对来自统治者命令的服从。苏格拉底反驳他说统治者可能会颁布不利于自己的利益的命令，因此对其服从不算是正义。而特拉需马科辩解道，一个真正熟知治理技艺的统治者是不会颁布不利于自己的利益的命令的。苏格拉底却以医生的技艺作为类比，指出治理的技艺关心的应当是被统治者的利益而非统治者的利益。特拉需马科则不耐烦地强调，强者只关心谋求自己的利益，而不会真实地关心他人的好处。此时苏格拉底提出了另一种假说，即优秀的统治者进行统治并不是因为金钱或荣誉，而是因为他们如果不统治的话，就会被比自己更差的人所统治。而关于正义是什么的讨论在这里便暂时告一段落了。

#### 不正义与正义的性质
特拉需马科作为苏格拉底的反对者，还提出了另一个与苏格拉底相反的观点，即正义的人无知愚蠢，不正义的人聪明有主意，极致的不正义比极致的正义更加有利。对此，苏格拉底先对正义与不正义的人的特征进行了修正，认为正义的人由于不会想着胜过自己的同类，因此是有知识的好人，而不正义的人之间由于存在着竞争，因此是不具备知识的低劣的人。
接着讨论正义与不正义孰好孰坏的问题。苏格拉底认为，正义带来同心与一致的力量，而不正义带来的是仇恨与竞争的力量，因此正义的城邦能够良好和谐地运作，而不正义的城邦却容易分散。延伸到事物上，便是每一个东西都有其作用或功能，而完成这个作用或功能的便是品德，这个品德便是正义，拥有这个品德的事物被称为好的东西。而在人身上，如果人的灵魂能够履行其职责，即管理的品德，人便拥有了灵魂的正义，因此生活的更好、更幸福。在这里，特拉需马科显然是不愿意再与苏格拉底进行更加深入的探讨，仅仅是敷衍了事。而苏格拉底的追随者格劳康不满足于浅尝辄止的论述，而是想激发更为深入的讨论，于是便接替特拉需马科与苏格拉底展开关于正义的来源的新的探讨。

#### 正义的来源
格劳康从契约的角度与苏格拉底展开了关于正义的来源新的对话。他认为，正义的定义对每个人来说是十分主观的，由于人们互相加之与被加之不正义使人受到大量的损失，因此人们通过建立契约来立法规定什么是正义的和不正义的，对不正义者施加以惩罚，因此世俗规定的正义是介于最好与最坏之间的一种妥协的形式。其次，如果这个契约不存在，也就是如果给予正义的人与不正义的人以最充分的自由，那么他们将会殊途同归，走向不正义。最后，他表示没有人是出于自愿地正义，而是被迫与无奈去遵守契约，而人们赞美正义是因为正义能够得到好处的结果而非正义本身的吸引。因此他提出假设，最完美的不正义是在行不正义的同时赢得了正义的名声，最完美的正义是在行正义之事之后失去正义的名声。
此时格劳康的兄弟阿黛依曼特又以宗教的角度来解释为何当前人们会追求正义，因为在当时雅典的宗教中，正义、敬神的人将会在死后得到报偿，且惠及子孙后代，而不正义的人则会被神惩罚。但是，宗教中也有许多神将好运降临给恶人、将厄运降临给好人的现象，并且不正义的富人还能够通过祭祀等手段“贿赂”众神，从而摆脱惩罚，因此人们并不完全相信正义就是好的。
对于两兄弟对正义的起源的思考与质疑，苏格拉底用城邦为正义的承载体来说明问题，这也是本书的中心，“理想国”的构建的开始。

### 城邦

#### 城邦的起源
苏格拉底认为，城邦的起源由于是每个人无法自足，因此需要更多的人生活在一起，互相交换与帮助，进行社会分工与贸易往来，以换取健康、食物、住所、衣物与其他东西，使得人们在和平与安宁中健康地生活。
在这里，格劳康不满于苏格拉底对于清贫的城邦生活的描述，并调侃其为“猪的城邦”，认为一个真正的城邦应当拥有更加豪华的设施与食物。苏格拉底则认为这样的城邦是奢靡的“肿胀的城邦”。并且推论，这样的城邦需要养活更多的人口，因此需要依靠侵略邻国来获取更多土地，这就势必要发动战争或是受到邻邦的侵略，因此需要城邦的护卫者担任保卫城邦的工作。

#### 对人的分类
虽然苏格拉底提倡城邦中的人以兄弟相称，但是他同样认为，每个人的天性是不同的。他将人的天性分为几类，并形象地以金属质地来区分。能够做统治者的人，是金的质地，对助手或者卫士，是银的质地，对农人与其他手艺人，是铁和铜的质地。而拥有这些质地的人的后代，却不一定拥有相同的质地，因此职位的确定是要以他的质地而非家庭背景决定的。

#### 法律
苏格拉底在讨论护卫者的教育时提到过需要对诗歌与神话进行审查，以使它们达到教育城邦居民的作用，使他们遵守礼法。在后面的对话中，苏格拉底区分了不成文的礼法，也就是现代意义上的自然法，与成文的礼法，也就是法律。苏格拉底反对将成文法制定得过为细致琐碎，认为一个管理完善的城邦中，礼法只是由培养的社会风气所延伸的一个部分结果而已。此外，城邦的律法还应该要求建立神庙、祭献，将神作为先祖的代表与阐释者。

#### 理想的城邦
在苏格拉底看来，按照他的设想所构建出来的城邦，应当是至善至美的，其特点主要有四个，即聪明智慧、勇敢刚毅、明睿克制、公平正义。其中，智慧是对城邦各项事务的最好决断，存在于城邦明谋善断的少数统治者中；勇敢是无论在何种情形下对于信念的保持与维护，存在于城邦的护卫者，即士兵之中；克制是一致整顿和秩序，是对于某些快乐和欲望的节制，是较好的部分对较差的部分的统治，而克制在城邦中的体现是质地较好的金和银统治着质地较差的铁和铜，存在于统治者与被统治者之间；公平与正义，在这里苏格拉底终于给出了他对于正义的确切答案，是每个人从事自己天性适合的工作，而心无旁骛。而在这四个特点当中，正义是另外三者得以产生与成立的力量，它需要由统治者所主持，使得每个人既不占得他人所有，也不被他人篡夺自己所有。

### 军队/护卫者

#### 对护卫者的要求
对城邦护卫着的要求，苏格拉底认为，他们应当是知觉灵敏、勇敢、身体和灵魂上意气轩昂的人，而由于要求护卫者们对自己人温顺而对敌人粗暴，因此他们也应该是爱好智慧的、明哲的人。
基于这些对护卫者的要求，苏格拉底提出了对他们应该如何进行教育。在体魄方面，他认为需要进行体育教育，而在灵魂方面，则要有音乐教育。教育的顺序则是先进行音乐教育，再进行体育教育。

#### 教育
由于苏格拉底提出了灵魂教育的重要性，而古希腊时代的音乐作为神话故事的承载体，起到了叙事与教育的作用，对城邦中的人的思想观念起到重要的影响。
苏格拉底认为应当对音乐中讲述的故事进行监察和审查。苏格拉底反对故事中对神的丑化和世俗化，如荷马的诗篇中关于诸神的谎言、战争、互斗等。他认为城邦应当禁止这类故事的出现与流传，神在人们心中应当是完美的，不应当拥有世俗的情绪与邪念，也不应当有多种相貌，神是不会进行欺罔，也不容忍世人的欺罔行为的。这样一来，人们将会以神为楷模，具有神的品性而不撒谎。但是，苏格拉底提出，城邦的统治者有权对被统治者使用欺妄，就像医生有权使用药剂一样，也有权惩罚撒谎的被统治者。其次，克制也是年轻人所必须具备的美德，包括对情欲的克制与对金钱的克制，因此神话中的神也不应该被情欲与物欲所困。
苏格拉底反对对事物的模拟，因为一个人的事业是其天赋所决定的，他能做好一件事，却不能做好很多事。但如果一个人要去模拟，则需要去模拟有益于他的事物。在后文{601d-607a}中，苏格拉底将技艺分为使用的技艺、制造的技艺与模仿的技艺，并将诗歌归于最次的模仿的技艺一类。苏格拉底极力反对荷马及其赞美者，认为其悲剧中出现的激情与痛楚阻碍了人们思考事情的本质，也就是进行理性思辨。
同时，苏格拉底认为应当减少音乐中的调式。应当去除哀鸣式的、挽歌式的调式，保留优雅的、恰到好处的调式，因此也不需要过于复杂的乐器来进行演奏。
关于灵魂与体魄的关系，苏格拉底认为，美好的灵魂能够使躯体保持在最好的状态，因此体魄教育再灵魂教育之后。
对于躯体方面，苏格拉底认为应当禁止酗酒与沉醉，护卫者们应当被训练为不眠的、感官敏锐的、适应各种恶劣环境的体魄。
苏格拉底反对城邦对医生与法官的过度需求，认为法官使得一个人无法遵循内心的法律和正义，而医生则使人惦记自己的死亡而不能专注于工作。因此他认为，应当用灵魂进行治疗与管理，医生与法官应当由年老的、经验丰富的人所担任。这也就意味着，对城邦中灵魂和体魄健全的局面，应当进行护理和保障，而对体魄不健全的，任由其死去，对灵魂不健全的，应当主动消灭。

#### 护卫者的生活状态
除了要给予护卫者灵魂与体魄上的教育，护卫者的生活状态也应该使他们不对城邦的居民有害。因此，苏格拉底认为，护卫者们除了必需之外，不应该有任何私有财产，他们领到的薪水不应该超出一年的开支，也无匮乏。他们应该被教导已经在灵魂中获得充实，不需要人世间的财富。这样一来，他们便不会因为地位而对普通人有所伤害。
阿黛依曼特反驳说，这样一来，护卫者便除了守卫一无所有，无法成为富裕的、幸福的人。但苏格拉底辩解道，富裕者是无力靠自己来抵御进攻或进攻他国的，他们会花钱与武力强大的人组成联盟，这样一来，财富便被分配到了较为贫穷者那里。而在后文{465e、466a}中，苏格拉底还对这个问题的回答进行了补充，认为护卫者的奖励是使得整个城邦得救，他们能够获得至上的荣耀，这是最好的报酬。
除了受到恰当的教育之外，苏格拉底还提出，护卫者们的娶妻、生子等也应该是共有的。这样一来，城邦就会不间断地向前发展。但在这里，苏格拉底并未做出十分详细的解释。

### 灵魂
苏格拉底认为城邦是个体的放大，因此在城邦中发现的规律，在个体的灵魂上也同样适用。基于对理想的城邦的特点的探讨，他认为，理想的灵魂，也就是一个正义的灵魂，同样需要智慧、勇气和节制三种美德。
苏格拉底将灵魂分为三个部分，一个是理性思辨的部分，另一个是非理性或者是欲望的部分，第三个是产生愤激的部分或是意气的部分。理性思辨的作用是统治，监护督导整个灵魂，体现了智慧的美德；而意气服从于理性，起着护卫的作用，代表了勇敢的美德；克制则来源于三个部分的和谐，即理性对欲望与意气的稳定统治。
同样地，人的正义来源于灵魂的三个部分各司其职，做好本分的事情。当人的心灵和谐、成为自己的主人时，其外在表现就会是正义的。具体来说，是其行为能够在理性对欲望与意气的指导之下进行，表现出智慧、勇气与节制。
与此相对，不正义表现在三个部分之间的冲突与内乱上，它们互相干预与介入彼此的职能，表现出来便是放荡、懦弱与无知。
正义带来品德，它是一种健康、美和自得，而不正义带来恶德，是一种病患、丑恶和虚弱。苏格拉底指出，品德的形式只有一种，即前面所言的智慧、勇气与节制，而恶德的形式却有四种。为了探讨这些形式，苏格拉底再次以城邦来表现，由于品德和恶德在城邦中的表现形式为政体形式，因此也就引出了著名的政体学说，理想的城邦的政体表现为君主制与贵族制。
苏格拉底在整本书对话的最后{608c-612a}，对灵魂的性质做出了补充，认为灵魂是不朽的。因为灵魂既不受到肉体的影响，也不会受到恶德的影响。而不正义的人，最终也难免遭受惩罚。当人死之后，灵魂被分为两队，正义的灵魂受到福报，邪恶的灵魂受到惩罚。在七天之后，便通过一个光束的选择进行轮回，按照自己的天性选择下一个轮回的命运。苏格拉底相信如果灵魂不灭与轮回的神话深入人们心中，那么人们便会自愿去追求正义。

### 女性和后代
苏格拉底认为女性应该受到与男性同等的教育、从事相同的职业，能够成为城邦护卫者与管理者的一份子。虽然在一开始苏格拉底对自己说出这一观点有许多顾虑，但是他以自然界的动物为例，证明雌性是可以与雄性一起打猎的，只是会稍微弱一些。因此女性应该也和男子一样裸着上身在竞技场上参与竞技，并接受音乐与体育方面的教育。
为了更加深入地论证这一点，苏格拉底联系之前确立的正义的原则，即每个人应当从事适合于自己天性的工作。而苏格拉底强调这里的天性之维度，并不在性别上，而在于技艺上。因此就城邦的管理来说，没有任何业务是妇女所专有的。虽然有些职业，一般来说是由妇女所担任，另一些一般是由男子所担任，但是人的天性往往是分布于二者之间的，因此妇女中也同样有能够胜任竞技职业的人，只是较弱于男子而已。
苏格拉底提出的另一个挑战传统的观点是在护卫者中，男性与女性建立共同的伴侣关系，也就是说，所有的妇女都是男子共同的妻子，所生育的孩子则是城邦共同的孩子。
为了论证这个观点的合理性，苏格拉底从爱欲的必然来说明。护卫者由于吃共有的食物、住在共有的空间中，其内在必然性将会引导他们到两性交合上去。
城邦管理者为了使得城邦得到最大的利益，便要尽可能地让最优秀地男人和最优秀地女人尽可能多地生育后代，最差地男女则尽可能少的生育。这就需要统治者使用适当的欺骗，如虚假的抓阄，使得人们认为婚配是由机遇与命运来决定的。同时给予战争中表现出色的人以更多同房的权利。
苏格拉底还为生育制定了年龄范围，即女性二十到四十岁，男性三十到五十五岁。超出这个年龄虽然能够自由交合，但是其后代不能诞生，而在年龄范围内的男女，其交合与繁衍需要经由统治者的确认，不能私自进行，否则会不受神的保佑。
面对优秀的父母生下的后代，苏格拉底的理想国中，应当由一批主管育儿的官员带到育仔棚当中去，哺乳期的母亲在早晨进入育仔棚喂养婴儿，但不与孩子相认，而辛劳的事物则由保育员来做。
此时格劳康发出疑问，既然无法知道自己的父母与后代是谁，如何避免具有亲缘关系的人交合。苏格拉底提出应该建立一种制度，计算每个人与父母或子女的年龄差别，并且避免与此年龄差别的所有人结婚，而对于兄弟姐妹，礼法上允许他们同居，但是却能以统治者的谎言等形式来避免这件事。
在后文{467a-467e}中，苏格拉底认为对孩子的军事教练应当从小抓起，在战争时将他们带到一旁，坐在马背上观看学习，并能够在第一时间逃离险境，这样来培养孩子的勇敢品德。

### 统治者
关于城邦的统治者，苏格拉底首先认为，在理想的城邦中，人们对统治者的称呼是救助者与卫士，统治者对人民群众的称呼则是雇佣者或养育者。由此看来，城邦的统治者与群众的关系更多的是一种契约关系，他们的地位是平等的。而在其它城邦当中，则是主人与奴隶的关系。
其次，城邦管理者应该由较为年长的人来担任，因为之前确定的共有抚育制度，孩子并不知道自己真正的父亲是谁，为了不伤害可能的父亲，便会对管理者产生恐惧与恭敬，护卫者之间也会相对和平与和谐。
基于理想国的各种形式，苏格拉底指出，要使理想的城邦得以由理论转向现实，必须由哲学家担任统治者。这也是著名的“哲人王”概念。这么做的理由是，常人爱的是荣誉，而哲人爱的是智慧。
在这里，苏格拉底区分了真正的哲人与假的哲人，认为真正的哲人能够看清事物的本质，发现知识，而非局限于事物的表象，是“爱看戏的人”；而假的哲人只能停留在表象，提出意见，是“爱技巧的人”。
哲学家具有几个天性，他是能够理解和掌握那种永远保持自身同一的事物的人，是城邦的领导者。出于天性，他应该是记忆力强、善于学习、慷慨大度、优雅温良，并且对真理、正义、勇敢和克制有追求的人。
而要激发出哲学家的天性，苏格拉底认为，应当给予他们适宜的教育，否则可能会适得其反。同时认为困于世俗的财富、情欲等的人是无法成为哲学家的，而现有的城邦也无法培育出哲学家，真正的哲学家在现有的城邦中应该是那些被放逐的、在流放中与哲学相伴的人。
苏格拉底表示君主和执政者的儿子不一定会是哲学家，这就需要一个选拔机制来选出最优秀的哲学家来担任统治，也就是一个从小的教育系统。
哲学家的思维方式，是辩证的思维方式。对哲学家来说，善不是快乐，而是知识和真理。苏格拉底将事物分为可见的和可思维的两种类别，并且它们存在着交叉，哲学家探求的是可思维的事物的本质。他们首先运用绝对假设一步步推理到结论，然后再由结论追溯到本源，也就是事物的本质。
在这里，苏格拉底还区分了四种灵魂的思维方式，最高一段的是理性思维，第二段是思想，第三段是信念，第四段是臆想。哲学家从假设出发进行的是思想，而随后再以理性思维探求事物本源。
苏格拉底以著名的“洞穴譬喻”来形容哲学家的产生过程。在黑暗的洞穴中一群人被外物束缚着被迫注视前方的墙，有一堆火焰将外面的影子投射在墙上，这时有一些人从束缚中解脱，他们先是直视火光，再走出洞穴到外面直视太阳。虽然一开始耀眼的光亮使他难以忍受，但随后便意识到洞穴里的人的无知的可悲。当他走回洞穴，便感到两眼漆黑，并且遭到周围人的讪笑。
对这个譬喻苏格拉底有两个推论，第一个是由于到达洞穴外的人看见了真正的美好的世界，因此其灵魂不愿意再回到人间的世界了。第二个是每个人都有眼睛，因此都有看见太阳的能力，也就是向善的能力，只是一些人看的方向是错的，通过训练能使这些人变换方向，但是应该要朝着正确的方向变换。
要将这些哲学家培育成城邦的统治者，苏格拉底认为，应当从儿童时期就对具备哲学家天性的灵魂进行雕琢，同时赋予他们必须回到洞穴中的义务，也就是管理城邦的义务。这样一来，管理城邦的人便是最不热衷于统治的人，这样就免于了政权的斗争，城邦也更加安定。
而在对这些未来统治者的教育上，除了要进行与培养护卫者一样的音乐教育，还要进行数学教育。数学运算不仅能在战争中发挥作用，还能在本性上将人引向理性思维，因为数学运算不是研究视觉的对象，而是研究思维的对象，它使得人们去讨论数字本身。几何学作为数学的第二门学问，虽然在当时的知识体系中，三维的几何学即立体几何学还未得到完全的发展和重视，但是苏格拉底却认为其应该得到更充分的研究。天文学则是数学的第三门学问，苏格拉底认为它不仅限于肉眼的观察和表面的运算，还应该以运用问题的方式来研究天文学，也就是探其本质。而这些都是应该给予孩子们的早期教育。
在接受了音乐与数学的早期教育，并且通过在战场上的历练学习，到了二十岁，优秀的年轻人将会通过被挑选出来，给予他们荣誉，并要求他们对之前的学问进行综合，来探求事物的本源。到了三十岁，人们考察这些被挑选之人的辩证思维，再次进行挑选，给予他们更大的荣誉，并使他们专心从事论证地的学习。在这里，苏格拉底反对过早地让年轻人进行辩证思维，认为这样会使他们变得不法与狂热。五年后，也就是三十五岁，他们将要回到洞穴中去，担任一些事务的管理者，接受各方面的考验。而到了五十岁，经历了一系列选拔与考验的人，终于能够坐上统治者的位置，运用毕生所学治理城邦，并对后代进行教育。等到他们年老，便到一个“福祉之岛”定居，城邦中的居民将他们奉为神明，并纪念他们。

### 政体
苏格拉底又回过头来谈论城邦的政体形式，他认为除了理想的君主政体与贵族政体，还有荣誉政体、寡头政体、民主政体与僭主政体。这些政体都是由前一种政体演化而来，其优质程度，在苏格拉底看来，是逐步递减的。显然，后一个政体都具备上一个政体的部分特征，但又拥有其本身的特点。在分析了每一种政体的来源与特点之后，进一步，苏格拉底还持有一种思想，即人与政体是相似的，每一种政体可以对应一种类型的人。

#### 拉科尼克式政体（荣誉政体）
拉科尼克式政体又称荣誉政体，是基于斯巴达式的政体发展出来的一种。荣誉政体来源于君主政体与贵族政体中，由于生育政策或其他政策的失误，导致下一辈领导者能力不强，即领导者为铁、铜、银式的人，这就使得金银与铜铁，或者说智者与普通人之间产生了不一致、不平等、不和谐。这样的不一致引发了战争与仇恨、分歧与叛乱，从而政体发生了调整。在妥协、折中之下，政体便恢复了私有化与奴隶制，完成了向荣誉政体的转变。
在荣誉政体当中，和理想国政体相似的是，城邦里的人民依然尊敬、崇奉统治者，士兵也能免于农耕劳作与经商，从而专注于战争。但是，荣誉政体对战争更加偏爱，它偏爱头脑简单、崇尚武力的人而非聪明人。在这样的政体中，由于私有化的出现，人们变得贪图财货、恣意挥霍、小气计较、逃避礼法，同时忽视说理与哲学，崇奉体育；在奴隶制之下，人们变得粗暴对待奴隶，喜欢权势、爱好尊荣。在苏格拉底看来，这是一个善与恶相混的政体，由于缺乏理性、崇尚武力与荣誉，政体中的人失去了理想国政体中的良好品德。
相对应地，荣誉政体型的人，是一个处在治理不善的城邦里的高尚父亲的后代，他的父亲受到周遭环境的排挤，而时运不济。由于受到母亲与家奴的“挑拨”，他希望变得比父亲“男子气”，加之周围环境的影响，使得自身受到两股力量的牵引，一方面是对父亲高尚品德的学习，另一方面是其他人对他更加刚强的要求，从而使得这个人变得态度傲慢、热爱荣誉。这就是荣誉政体下的人的特征。

#### 寡头政体
寡头政体发展于荣誉政体财产私有化的基础之上，由于个人财富的积累，变得更加不遵循礼法（在苏格拉底看来，金钱与品德是天平的两端，金钱越重，品德越低），从而在这样的社会当中，财富和富人受到尊重，而品德与好人受到忽视。随着越来越多的人喜爱财富，社会整体逐渐变得蔑视穷人，因此开始禁止财产不达标的人参与官职。在寡头政体之下，阶层之间的分化完全以财产为标志，富人掌握权力，穷人与权力无缘。
由于寡头政体只以金钱为判定标准，这就有很大的可能使得能力不强的有钱人担任专门业务，因此降低了社会的效率和力量。同时，由于阶层分化严重，穷人与富人变得相互敌对，从而加重了社会内部的不稳定因素。在军队建设上，由于社会的贪财风气，富人不轻易资助军队，且因为穷富之间的敌对，而无法使用群众来建立良好的军队，对外便无法发动战争，这就形成了一种“内忧外患”的局面。在寡头政体当中，产生了没有财产的贫民阶级（可以理解为后来的无产阶级），同时，一些富人对其父辈的财产挥霍浪费，而在后期，要么沦为乞丐，要么变为无恶不作的歹徒，这些歹徒，又被苏格拉底称为蜂巢当中带刺的、有害的“雄蜂”。
寡头政体式的人对于财产更加地追求。他的荣誉政体式的父亲因为被他人诬告或是其他因素而被剥夺财产，从而陷入贫穷。由于陷入贫穷，他便选择了抛弃荣誉，变得喜好物欲、贪图财货。

#### 民主政体
民主政体的一个来源是基于寡头政体当中，由于富人对拥有巨大财富的追求，希望通过一些法律来遏止年轻人挥霍财产，以换取自身的高利贷，因此发展出了民主政体。这是由于自愿订立的契约，是由订约人承担风险的，而民主政体的订约人是全体公民，从而使得人们能够受到约束。
民主政体的第二种来源是在寡头政体当中，穷人与富人的矛盾逐渐加剧，从而发生了穷人对富人的战争。而在寡头政体当中，富人的力量有限，因此原有的穷人杀戮、放逐部分富人，成立更加平等的民主政体。
在民主政体当中，最大的特点便是人们能够自由自在地生活。除了言论自由、行动自由，民主政体中地社会文化十分多元化，治理也偏向于宽松化。然而，民主政体中对人人平等的极端追求，导致法律不严，罪犯与公民混杂在一起。民主政体不做细节上的苛求，对不同的人与事物给予一率的平等，对个人来说，只要一个人表示拥护群众，社会就让他从政、给予荣耀。
民主政体的弊端来自于它对自由的过度追求，平等的观念导致下级对官长的不服从。无政府的统治同样渗透于微观层面，导致父亲与儿子之间的自由、老师与学生之间的自由、年轻人对长者的自由、奴隶的自由、男女之间的自由以及牲畜对人的自由。在苏格拉底看来，这样的自由是缺乏秩序的表现以及社会混乱的根源，因此远不如前几个政体形式。同时，苏格拉底将民主政体中的人分为三类，过于自由放任、成为支配者的被称为带刺的“雄蜂”，而最富有的人则是被雄蜂掠取的对象，普通的人民则没什么财产、不参加政务。
民主政体式的人是这样发展起来的，寡头政体中节约的父亲的儿子一开始受其父亲的影响，节制物欲与不必要的欲望，之后，受到来自周围人的告诫与影响使其产生了对于自身的反叛与斗争，变得不再产生羞耻感、克制、适度开销，而是傲慢不逊、混乱骄纵、放荡不羁、恬不知耻。在民主政体式的人的内心中，必要的欲望拓展为不必要的欲望，从而认为所有欲望都是平等的，其行为变得没有章程、没有必然。在这里，苏格拉底将基本的吃穿住称为必要的欲望，而对奢华、感官快感、情欲的追求则被他称为不必要的欲望。

#### 僭主政体
僭主政体来源于在民主政体当中，“雄蜂”抢占富人的“蜂蜜”（即财产）分给贫穷人民，而自己保留最大的份额。而抵抗这一行为的富人被认为是寡头政体者，从而促进了人们之间的相互检举揭发，抓出寡头政体的拥护者。在这样一个局面中，人民推举出了自己的保护者（通常是“雄蜂”），保护者通过对富人进行不公正的指控，许诺人民豁免债务、分配土地。这样的保护者有两个结局，要么被自己的敌人谋害，要么成为一名僭主。在成为僭主之后，保护人便要求成立军队以保护自己，这时，民主社会当中的富人纷纷逃离或是被放逐，僭主政体便产生了。
僭主政体是苏格拉底心中最次的一种政体形式，即暴君与困苦的人民组成的社会。在僭主政体当中，其领导者是僭主，开始的时候人们对他笑脸相迎，而僭主也已经消灭或是和解被放逐的敌人。为了防止敌对力量，僭主通过发动战争以巩固自己的地位，或是使人民忙于生计而无暇反对自己，或是将有自由思想的人送到前线消灭。僭主在当权之后将会拔除扶持他的、有地位、有品格、有财富的人，因为这些人将对他的统治产生威胁。由于僭主的独裁，容易受到城邦居民的憎恨，僭主用金钱招来军队，将原来的奴隶变成自己的警卫、唱赞歌的人。在金钱的来源上，开始时僭主用原有的财富，即从富人那里搜刮的金钱做供养，后用人民做供养，而这时候，僭主已然建立起自己的威权与军队，从而能够用于对人民展开恐怖统治与压迫。
僭主政体式的人拥有民主政体式的父亲，他的父亲有着在必要与不必要中间的欲望形态，而其儿子又受到社会环境中绝对自由、放荡思想的诱惑，从而将欲望向不必要的形式转移，慢慢变得不满足于自己的欲望，这就导致其挥霍无度，举债、质典产业，而父亲权威的缺失，使得僭主政体式的人对父母拳脚相加、夺取其财产。
除此之外，苏格拉底还专门叙述了僭主的个人特征，认为僭主的灵魂里有一个最强大的僭主，他不仅掠夺自己的人民、出卖自己的祖国，还用专横压制他人。而如何让僭主政体发生转变呢？这就需要有一个拥有判断是非能力的人，看清僭主的真面目，向世人揭示他。

### 欲望与快乐
在总结了城邦的政体形式之后，苏格拉底先是反驳了僭主能够获得快乐的说法，因为在苏格拉底看来，僭主统治的城邦被奴役，而僭主本身也被自己的欲望奴役，因此这样的城邦无法按照他的意愿行事，充满恐惧、哀叹、痛苦，不可自由地行动到城邦意外。因此真实的僭主也是一个真实的奴隶，他妒忌、无信仰、不正义、无友谊，是一个十分可悲的人物。
接着，他将人的欲望与快乐分为三种，分别对应三种政体形式。这三种欲望首先是学习与认知，也就是哲学的部分，其次是爱胜利、爱荣誉，最后是贪欲、物欲。当这些人的欲望得到了满足，也就变得快乐，灵魂由谁进行统治，他的生活就是快乐的生活。这也回答了开头提出的不正义的人比正义的人更加快乐的问题。
但苏格拉底也指出，很多时候痛苦的人将消除痛苦看作快乐，快乐的人将平息快乐当作痛苦，这些仅为表面的幻象。对真理和实在没有经验的人，对于很多事物都有不正确的意见，而从底层移向中间层的人，由于缺少经验，满足于不真实的本质，因此永远在底层与中间徘徊。

## 版本

### 校勘本
- S. R. Slings編，Platonis Respublica，Oxford Classical Texts，牛津大學出版社2003年

### 中譯本
《理想国》一书的中译本比较多。比较常见的有：
- 《理想国》，顾寿观翻译，吴天岳校注，岳麓书社；古希腊文直译。
- 《理想国》，郭斌和、 张竹明合译本，商务印书馆；主要译自古希腊文。
- 《柏拉图对话集》，王太庆，商务印书馆；主要译自古希腊文。
- 《理想国》，王扬，华夏出版社；主要译自古希腊文。
- 《理想國篇-譯注與詮釋》，徐學庸譯注，台灣商務印書館;  主要译自古希腊文[8]。
- 《理想國》，侯健譯，臺灣，聯經出版事業股份有限公司，高友工序，[聯經經典]書系。